# Kathedraal van Burgos
De Kathedraal van Burgos is een rooms-katholieke kathedraal in de Spaanse stad Burgos, toegewijd aan Maria. De bouw van de kathedraal begon in 1221 in opdracht van Ferdinand III van Castilië. Negen jaar later werd de kerk in gebruik genomen, maar de bouw duurde met tussenpozen voort tot 1567, waarmee deze in totaal ruim 330 jaar duurde. Sinds 1984 staat de kathedraal van Burgos ingeschreven op de Werelderfgoedlijst van UNESCO.

## Architectuur
De gotische kathedraal is drieschepig, heeft dwarspanden, veel kapellen en een zware vieringtoren uit de 16de eeuw. Er steken acht rijk versierde torentjes bovenuit.
De monumentale westgevel heeft twee klokkentorens met opengewerkte spitsen met zaagvormig profiel. Aan de noordzijde bevindt zich de escalera dorada of gouden trap uit de renaissancetijd.
Het portaal van de Sarmental (rechter kruisbeuk, kloosterhof ligt ertegen aan) is goed bewaard. Het beeldhouwwerk in het timpaan is zeer realistisch: Jezus onderricht er de evangelisten en de apostelen.
In de kathedraal zijn veel kunstwerken, grafmonumenten, retabels (achterstuk van een altaar, meestal gebeeldhouwd of beschilderd) en een fraaie koorstoel.
De kapel del Condestable is achthoekig, heeft acht kleine spitse torens en een rijke wandversiering.
Het grafmonument van El Cid Campeador, de bekendste zoon van Burgos, en zijn echtgenote Doña Jimena bevindt zich onder het koepelgewelf. De hekken tussen transept en koor bestaan uit smeedwerk.
De notenhouten stoelen van de koorbanken zijn alle verschillend en zijn voorzien van palmhouten inlegwerk.

### Grondplan
|  | Legenda: 1. Portiek del Sarmental 2. Transept (dwarsbeuk), zuidelijke arm. 3. Poort van de kloostergang. 4. Kapel van de Visitatie. 5. Kapel van San Enrique. 6. Kapel van San Juan de Sahagún. 7. Kapel van de relikwieën. 8. Kapel van de Presentatie. 9. Kapel van de Santísimo Cristo de Burgos. 10. Centrale beuk en Papamoscas. 11. Kapel van Santa Tecla. 12. Kapel van Santa Ana of van de Concepción. 13. Transept (dwarsbeuk), noordelijke arm en Escalera Dorada (Gouden Trap). 14. Kapel van San Nicolás. 15. Viering (kruising), koepelgewelf, graf van El Cid en Doña Jimena. 16. Kapel en altaarstuk. 17. Centrale beuk, koor. 18. Kapel van de Geboorte. 19. Kapel van de Annunciatie. 20. Kapel van San Gregorio. 21. Zijbeuken en kooromgang. 22. Kapel del Condestable. 23. Sacristie. 24. Kloostergang. 25. Kloosterkapel van San Jerónimo. 26. Kapel van het Corpus Christi. 27. Kapittelzaal. 28. Kapel van Santa Catalina. 29. Kapel van San Juan Bautista en Santiago. 30. Portaal, poort van de Heilige Maria. 31. Poort van de Coronería of van de apostelen. 32. Poort van de Pellejería. 33. Kloosterhof. |

## Galerij

Exterieur
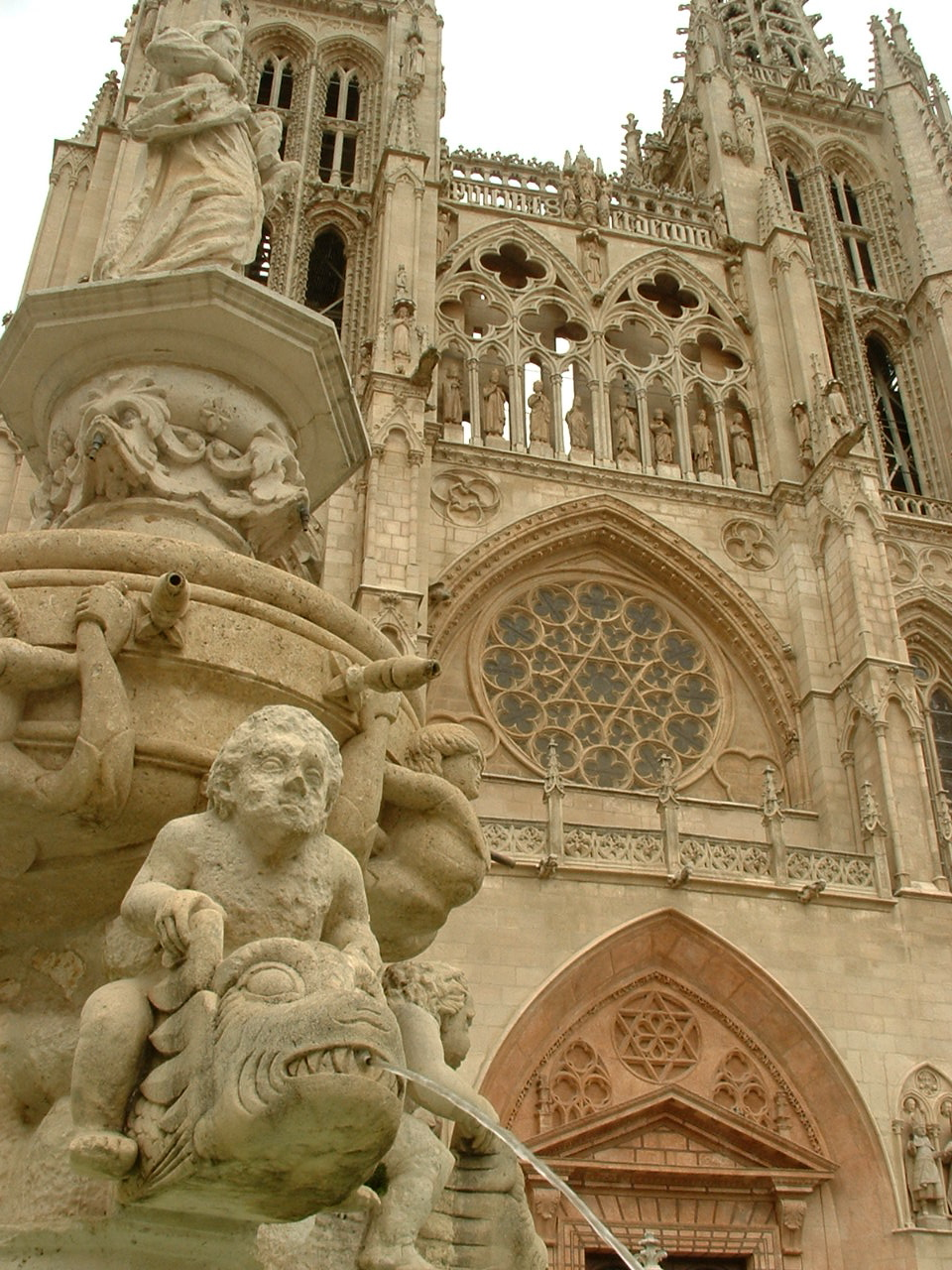
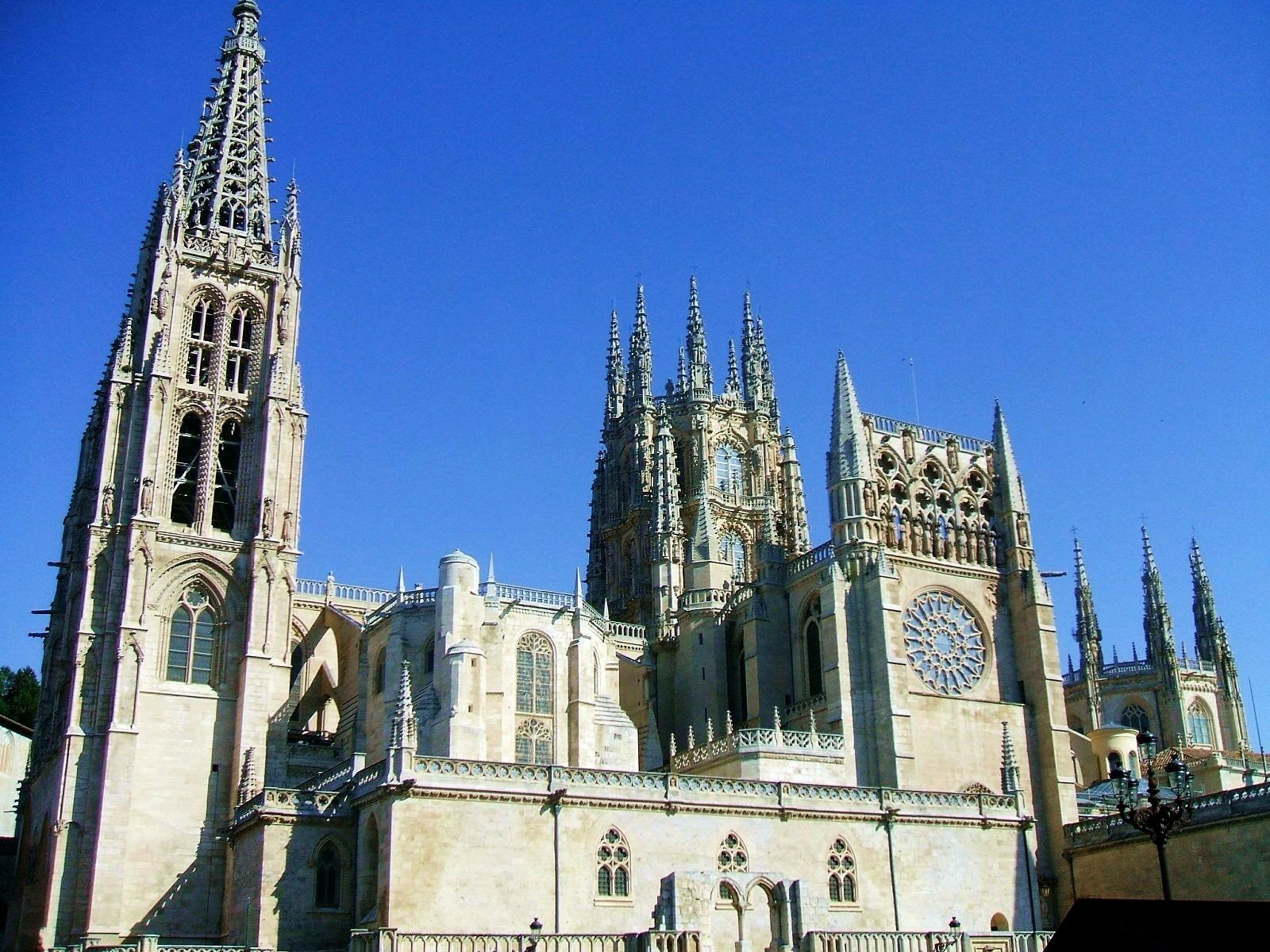
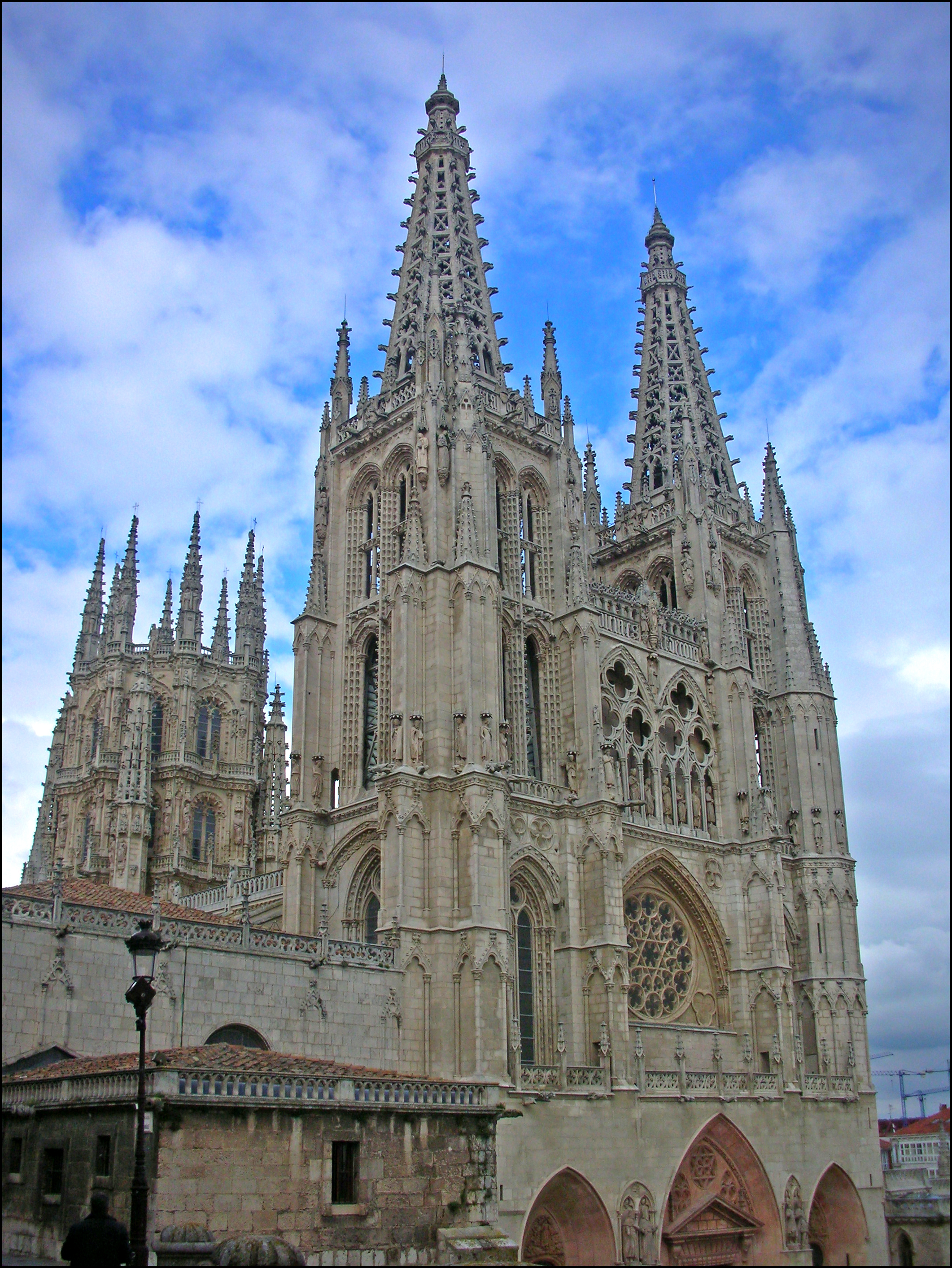
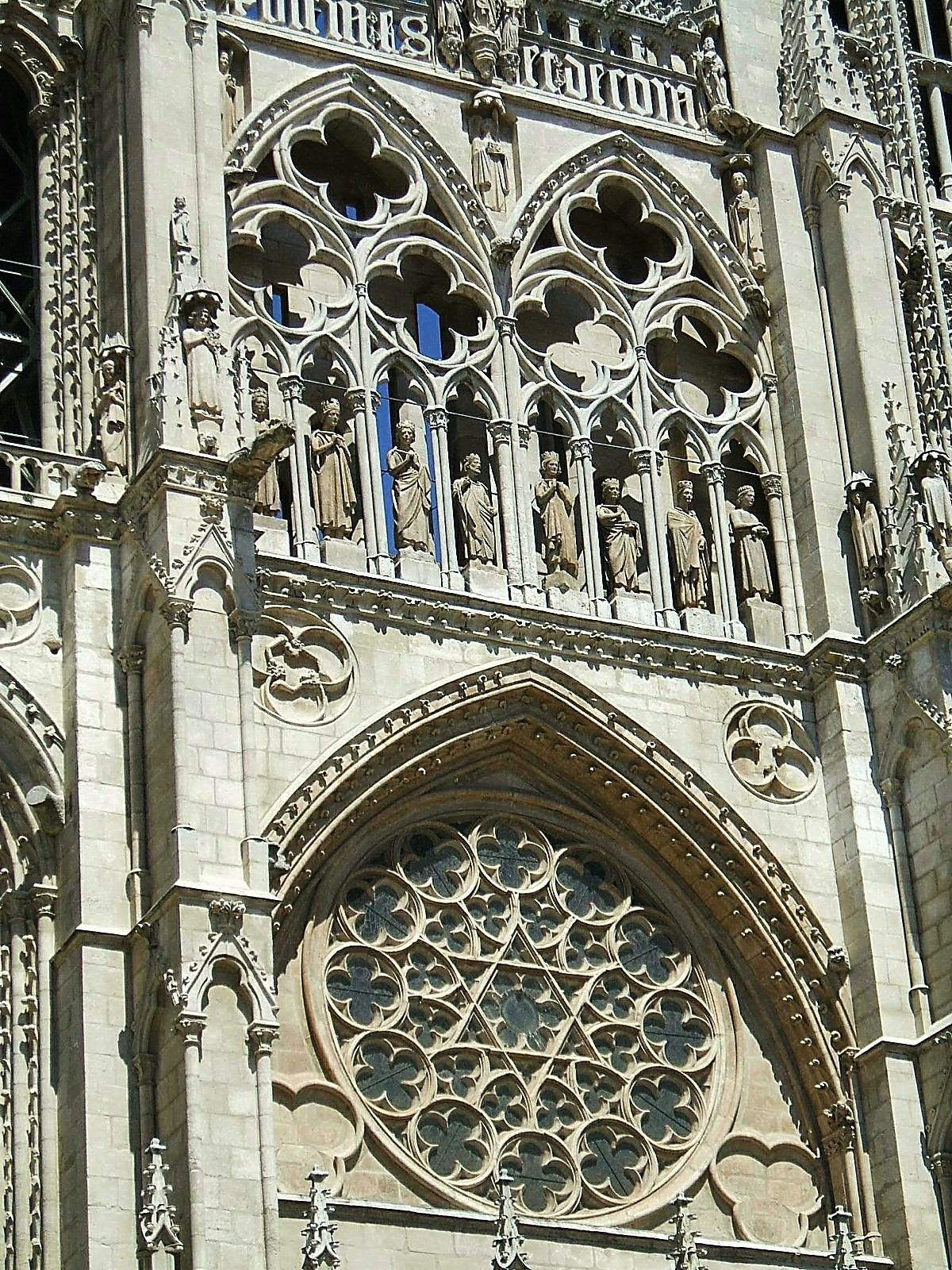